# Liudmila Prokashova
Liudmila Prokashova –en ruso, Людмила Прокашёва– (Pavlodar, URSS, 23 de enero de 1969) es una deportista kazaja que compitió en patinaje de velocidad sobre hielo. 
Participó en cuatro Juegos Olímpicos de Invierno, entre los años 1992 y 2002, obteniendo una medalla de bronce en Nagano 1998, en la prueba de 5000 m.
Ganó una medalla de plata en el Campeonato Mundial de Patinaje de Velocidad sobre Hielo de 1995 y una medalla de bronce en el Campeonato Mundial de Patinaje de Velocidad sobre Hielo en Distancia Individual de 1996.

## Palmarés internacional
| Juegos Olímpicos                           | Juegos Olímpicos         | Juegos Olímpicos  | Juegos Olímpicos      |
| Año                                        | Lugar                    | Medalla           | Prueba                |
| ------------------------------------------ | ------------------------ | ----------------- | --------------------- |
| 1998                                       | Nagano (Japón)           | Medalla de bronce | 5000 m                |
| Campeonato Mundial                         |                          |                   |                       |
| Año                                        | Lugar                    | Medalla           | Prueba                |
| 1995                                       | Baselga di Piné (Italia) | Medalla de plata  | Clasificación general |
| Campeonato Mundial en Distancia Individual |                          |                   |                       |
| Año                                        | Lugar                    | Medalla           | Prueba                |
| 1996                                       | Hamar (Noruega)          | Medalla de bronce | 3000 m                |